# Коболев, Андрей Владимирович
Андре́й Влади́мирович Ко́болев (укр. Андрій Володимирович Коболєв; род. 16 августа 1978, Киев, УССР, СССР) — украинский предприниматель. С 26 марта 2014 года по 28 апреля 2021 — председатель правления НАК «Нафтогаз Украины».

## Биография
В 2000 году окончил Институт международных отношений Киевского национального университета имени Тараса Шевченко, получив степень магистра международных экономических отношений.
С 1999 по 2002 год работал в украинском подразделении международной консалтинговой группы PricewaterhouseCoopers консультантом по вопросам управления.
С 2010 года является партнёром в частной инвестиционно-банковской группе AYA Capital (укр. ТОВ «ЕйВайЕй Кепітал»).

### «Нафтогаз Украины»
С 2002 года работает в НАК «Нафтогаз Украины». Первая должность — главный специалист департамента экономики и ценовой политики. В 2006—2007 годах был директором департамента корпоративных финансов и ценовой политики. В 2008—2010 годах — советник председателя правления «Нафтогаза Украины».
В ночь на 26 марта 2014 года на заседании Кабинета министров Украины Андрей Коболев был назначен на должность председателя правления НАК «Нафтогаз Украины».
10 октября 2014 года Коболев был избран Главой наблюдательного совета ПАО «Укрнафта».
С 2014 по февраль 2018 года «Нафтогаз» вёл споры с «Газпромом» касательно транзита природного газа. В итоге Стокгольмский арбитраж постановил выплатить Украине компенсацию в размере 2,56 млрд долларов. В то же время Суд отклонил большую часть претензий украинской компании к «Газпрому» по переплате за газ, снизив цену за топливо, полученное «Нафтогазом» во II квартале 2014 года. Арбитраж снизил контрактные обязательства Украины по закупке газа у «Газпрома» до 5 млрд м³ в год. Андрей Коболев назвал это решение позитивным для Украины.
В ноябре 2016 года НАК «Нафтогаз Украины» объявил тендер на предоставление услуг личной охраны своему председателю Андрею Коболеву. Это было связано с поступившими в его адрес угрозами для здоровья и жизни. По украинскому законодательству, данные услуги могут оказывать только сотрудники полиции охраны Национальной полиции. Ожидаемая стоимость закупки составила 827 тыс. гривен на период до 31 декабря 2017 года.
6 марта 2017 года прокуратура Киева направила Государственной аудиторской службе определение следственного судьи Печерского райсуда Киева, по которому было дано разрешение на проведение ревизии «Укрнафты» в рамках дела о подозрениях в отношении Андрея Коболева. Ему инкриминировалось злоупотребление должностными полномочиями при отстранении бывшего председателя Правления «Укрнефти» британца Питера Ванхеке. Согласно определению суда, из-за несвоевременного отстранения Ванхеке долг украинской компании вырос на 5,49 млрд гривен.
27 февраля 2018 года Государственная фискальная служба Украины оштрафовала Андрея Коболева на общую сумму в 8,3 млрд гривен за нарушение таможенных правил. В опубликованных документах была указана следующая причина штрафа: «не обеспечил возможность предоставления дополнительной таможенной декларации с полным пакетом сопроводительных документов». По версии Службы, НАК «Нафтогаз Украины» уклонился от уплаты налогов за поставленный в 2015 году природный газ из России.
В июле 2018 года служба безопасности «Нафтогаза Украины» повысила уровень безопасности для Андрея Коболева. Для этого было принято решение о приобретении бронированного внедорожника Cadillac Escalade вместо гражданской бюджетной версии Toyota Highlander. По данным украинских СМИ, за три года во главе «Нафтогаза» Коболев неоднократно получал угрозы жизни и здоровью.
В сентябре 2018 года Шевченковский районный суд Киева оштрафовал Андрея Коболева на 1,7 тыс. гривен за отказ предоставить депутату Верховной рады от «Батькивщины» Сергею Власенко информацию о лицах, получивших премии за Стокгольмский арбитраж. Суд признал Коболева виновным в совершении правонарушения, предусмотренного частью 3 статьи 188-19 (невыполнение законных требований депутата) Кодекса об административных правонарушениях.
В октябре 2018 года Андрей Коболев в ходе форума «Экономика 2020» заявил, что уровень развития Украины — ниже среднего, и что для того, чтобы выиграть в глобальной конкуренции, в стране необходимо создать рынок с активной конкуренцией за капитал. «Если убрать эмоции, мы — классический фейл-кейс. Не лидеры и не середнячки. Поэтому вопрос, как нам выиграть в глобальной конкуренции, с каждым годом всё сложнее», — заявил глава «Нафтогаза Украины».
1 марта 2019 года Андрей Коболев заявил, что «Нафтогаз Украины» выиграл в арбитражном трибунале в Гааге иск о взыскании ущерба с России в связи с утерей активов в Крыму, после аннексии Крыма. По его словам, компания оценивает убытки в 5 млрд долларов. Несмотря на эти слова, большинство юристов, специализирующихся на международных спорах, отметили, что говорить о победе украинской стороны в этом деле нельзя.
21 марта 2019 года Кабинет министров Украины продлил контракт с Коболевым ещё на один год, обязав «Нафтогаз» увеличить по итогам текущего года добычу собственного природного газа на 10 % — до уровня в 18,3 млрд м³. В 2018 году компания добыла 16,5 млрд м³, а совокупный объём добычи газа на Украине стал рекордным в истории страны — 21 млрд м³. В «Нафтогазе Украины» отказались предоставить журналистам копию контракта Андрея Коболева, сославшись на то, что в документе присутствует персональные данные.
Согласно опросу общественного мнения, проведённому в августе 2018 года по заказу Международного республиканского института, Андрей Коболев занял второе место в списке украинских политиков, к которым негативно относится население Украины. На первом месте оказалась исполняющая обязанности министра здравоохранения Ульяна Супрун с «антирейтингом» в 46 %, полностью негативное отношение к Коболеву выразили 20 % респондентов.

## Награды
26 октября 2018 предстоятель неканонической Украинской православной церкви Киевского патриархата Филарет (Денисенко) наградил Андрея Коболева Орденом святого Андрея Первозванного II степени.

## Доходы
В 2016 году зарплата Андрея Коболева выросла в 17,5 раз по сравнению с предыдущим годом — до 19 323 044 гривен. Помимо этого, члены правления «Нафтогаза» получили вознаграждение в размере 50,8 млн гривен, из них 19 млн получил Коболев.
По итогам 2017 года члены правления получили в 2,5 раза больше выплат в виде вознаграждений — 127,7 млн гривен, в том числе Андрей Коболев — 47,1 млн гривен. По факту выплаты таких премий Прокуратура Украины открыла уголовное производство, однако в июле 2018 года генпрокурор Юрий Луценко объявил, что Коболева не будут привлекать к ответственности.
В мае 2017 года украинские журналисты опубликовали данные трудового договора Андрея Коболева, в котором было прописано, что в случае инициирования Правительством Украины отставки председателя правления «Нафтогаза Украины» по независящим от его работы причинам, он имеет право на выплату выходного пособия «в размере 12-месячного среднего заработка, рассчитанного за последние 2 месяца работы». В этом случае размер «золотого парашюта» Андрея Коболева составил бы от 12,5 до 37,5 млн гривен.
В 2018 году Андрей Коболев перевёл в США своей матери Наталье, которая проживает в этой стране с 2006 или 2008 года, существенную часть своей премии — в размере около 8 млн долларов США. Он пояснил это тем, что опасается ареста его имущества из-за многочисленных административных и уголовных дел, открытых против него и «Нафтогаза»: «По фактам, которые связаны с работой „Нафтогаза“, сейчас открыто огромное количество дел — у меня есть толстенная папка с этими делами, я их периодически листаю. Там и НАБУ, и прокуратура — всё есть. Сами по себе эти расследования — нормальный процесс, я к этому отношусь спокойно. Но ни одно из этих дел не было закрыто, все они в подвешенном состоянии. И это создаёт существенный риск».
В ноябре 2018 года журналисты Страна.ua выяснили, что Наталья Коболева живёт в северо-западном пригороде Вашингтона — Норт-Бетесде (штат Мэриленд). Она проживает в доме площадью 180 м², построенном в 1998 году. По данным сайта, оценивающего американскую недвижимость, стоимость двухэтажного дома Коболевой в 2018 году равнялась 700 тыс. долларов США.

## Личная жизнь
С 27 декабря 2003 года по 2017 год Андрей Коболев состоял в браке с Зоряной (девичья фамилия — Козяк). В последние два года супруги не жили вместе и в сентябре 2017 года Киево-Святошинский районный суд Киевской области расторг брак. Коболев оставил бывшей супруге автомобиль Porsche Cayenne 2007 года выпуска, дом площадью 275,5 м² и 12 соток земли в селе Чайки Киево-Святошинского района.
У Андрея и Зоряны три дочери.